# Povetkin
Povetkin je priimek več oseb:
- Aleksander Vladimirovič Povetkin, ruski boksar
- Filip Filipovič Povetkin, sovjetski general